# Rudolf Penka
Rudolf Penka, född 29 mars 1923 i Moravská Třebová i dåvarande Tjeckoslovakien, död 17 januari 1990 Berlin, var en tjeckisk-tysk skådespelare, teaterregissör och framförallt teaterpedagog.

## Biografi
Rudolf Penka avlade först en akademisk examen i tyska, litteraturhistoria, statskunskap, historia och filosofi vid Leipzigs universitet innan han under tre år studerade till skådespelare i Weimar. Först när han var trettio år fyllda 1953 var han färdigutbildad skådespelare. Därefter blev Penka anställd som skådespelare vid Theater Erfurt i Erfurt. Enligt forskning utförd på Stockholms universitet, som hänvisar till källor från Berliner Ensemble, finns inga belägg för att Penka arbetat vid Berliner Ensemble eller tillsammans med Brecht.. 1955-1959 var han skådespelare vid Theater der Jungen Welt i Leipzig och 1959-1960 verkade han som skådespelare och regissör vid Deutsches Nationaltheater i Weimar. 1960 anställdes han som pedagog vid Staatliche Schauspielschule i Berlin och 1962 blev han dess rektor.
Hans metodik finns nertecknad i Stockholmer Protokoll från 1969. I den förenar han Konstantin Stanislavskijs och Bertolt Brechts teaterestetiker och betonar att skådespeleri måste bygga på både tanke och känsla.
Rudolf Penkas metoder har haft stor betydelse för metodiken på Scenskolan i Stockholm och Fria Teatern i Högdalen i Stockholm samt för regissörer som Eva Bergman, Finn Poulsen och Peter Oskarson.

## Teater

### Regi (ej komplett)
| År   | Produktion                                | Upphovsmän    | Teater          |
| ---- | ----------------------------------------- | ------------- | --------------- |
| 1976 | Gruffet i Chiozza Le baruffe chiozzotte   | Carlo Goldoni | Katarinateatern |
| 1989 | Utsikt från en bro A View From the Bridge | Arthur Miller | Fria Teatern    |